# La senda de los elefantes
La senda de los elefantes (en inglés: Elephant Walk) es una película estadounidense de 1954 dirigida por William Dieterle, basada en la novela homónima de Robert Standish.
Es un inmediato e inferior precedente de Cuando ruge la marabunta, también producida por la Paramount con los mismos elementos de exotismo, romance, pasión y amenaza animal.

## Sinopsis
Ruth Wiley conoce casualmente en una librería de Londres a John Wiley, el rico propietario de una plantación de té en Ceylán. Se enamoran y se casan. Después viajan a Ceylán, donde viven en la plantación. Allí Ruth va descubriendo que su marido y sus amigos tienen unas costumbres extrañas y que, sobre todo, beben mucho. Dick Carver, el capataz de Wiley, es diferente y se convierte en amigo y confidente de Ruth. La mansión de la plantación está construida sobre una antigua senda de elefantes, y está protegida con un fuerte muro. Cuando surge el cólera en la región, todo comienza a cambiar.

## Reparto
- Elizabeth Taylor como Ruth Wiley.
- Dana Andrews como Dick Carver.
- Peter Finch como John Wiley.
- Abraham Sofaer como Appuhamy.
- Noel Drayton como Atkinson.
- Abner Biberman como el doctor Pereira.
- Rosalind Ivan como la señora Lakin.
- Edward Ashley-Cooper como Gordon Gregory.
- Barry Bernard como Strawson.
- Philip Tonge como John Ralph.
- Leo Britt como Chisholm.
- Mylee Haulani como Rayna.
- Rodd Redwing

En un principio Vivien Leigh iba a encarnar a Ruth Wiley, pero pocos días después del rodaje sufrió una descompensación, por lo que la productora Paramount Pictures la reemplazó por Elizabeth Taylor.